# Wimbledon 1998
Wielkoszlemowy turniej tenisowy Wimbledon w 1998 rozegrano w dniach 22 czerwca – 5 lipca na kortach londyńskiego All England Lawn Tennis and Croquet Club.

## Turnieje seniorskie

### Gra pojedyncza mężczyzn
Pete Sampras (USA) – Goran Ivanišević (CRO) 6-7 (2), 7-6 (9), 6-4, 3-6, 6-2

### Gra pojedyncza kobiet
Jana Novotná (CZE) – Nathalie Tauziat (FRA) 6-4, 7-6 (2)

### Gra podwójna mężczyzn
Jacco Eltingh / Paul Haarhuis (NED) – Todd Woodbridge / Mark Woodforde (AUS) 2-6, 6-4, 7-6 (3), 5-7, 10-8

### Gra podwójna kobiet
Martina Hingis (SUI) / Jana Novotná (CZE) – Lindsay Davenport (USA) / Natalla Zwierawa (BLR) 6-3, 3-6, 8-6

### Gra mieszana
Serena Williams (USA) / Maks Mirny (BLR) – Mirjana Lučić (CRO) / Mahesh Bhupathi (IND) 6-4, 6-4

## Turnieje juniorskie

### Gra pojedyncza chłopców
Roger Federer (SUI) – Irakli Labadze (GEO) 6-4, 6-4

### Gra pojedyncza dziewcząt
Katarina Srebotnik (SLO) – Kim Clijsters (BEL) 7-6(3), 6-3